# Josip Ivanković
Josip Ivanković (Žednik, ?) je bio vojvođanski hrvatski političar i javni djelatnik. 
Rodio se u selu Žedniku u velikoj obitelji iz koje su ponikli brojni redovnici i redovnice. Osnovnu školu je završio u rodnom selu, a srednju školu je pohađao u Subotici. U Subotici je studirao na Ekonomskom fakultetu, na kojem je 1982. diplomirao na poljoprivrednom smjeru. Nakon studija je radio u subotičkim poduzećima.
Još kao mlada osoba se uključio u javni i kulturni život hrvatske zajednice. Nakon uvođenja višestranačja i mogućnosti slobodnih izbora, politički se angažirao, pa je tako bio najmlađim među osnivačima Demokratskog saveza Hrvata u Vojvodini. Bio je općinskim vijećnikom u jednom mandatu, a danas je vijećnikom u Hrvatskom nacionalnom vijeću Republike Srbije.
Predsjednikom je obnovljene hrvatske ustanove Pučke kasine 1878.
Mati Kata Ivanković je hrvatska pjesnikinja.